# Mitrapus oblongus
Mitrapus oblongus is een eenoogkreeftjessoort uit de familie van de Lernanthropidae. De wetenschappelijke naam van de soort is voor het eerst geldig gepubliceerd in 1964 door Pillai.